# Czesław Zgorzelski
Czesław Zgorzelski (17. března 1908, Boryczew – 26. srpna 1996, Lublin) byl polský filolog, který se specializoval na historii literatury období osvícenství a romantismu, editor díla Adama Mickiewicze.

## Životopis
V roce 1926 ukončil Gymnázium Zygmunta Augusta ve Vilniusu. O rok později začal studovat polskou filologii na Univerzitě Stefana Batorega. V letech 1930-1932 pracoval jako učitel na gymnázium a univerzitní asistent. Studia dokončil v roce 1932 pod vedením Stanisława Pigona.
V letech 1945-1949 byl asistentem na Katedře historie polské literatury univerzity Mikuláše Kopernika v Toruni. Doktorát z humanitních věd dokončil v roce 1947 (Pojęcie "dumy" w polskiej poezji przedromantycznej, vedoucí Konrad Górski). V roce 1950 byl z univerzity z politických důvodů odvolán. V letech 1949-1950 pracoval ve vydavatelství Zakład Narodowy im. Ossolińskich a od roku 1950 působil na Katolické univerzitě v Lublinu. Od roku 1968 byl profesorem.

## Dílo (výběr)
- O pierwszych balladach Mickiewicza (1948)
- Duma, poprzedniczka ballady (1949)
- Naruszewicz – poeta (1955)
- Romantyzm w Polsce (1957)
- Drogi rozwoju sztuki lirycznej Juliusza Słowackiego (1959)
- O dynamice ballady jako gatunku (1960)
- O lirykach Mickiewicza i Słowackiego: eseje i studia (1961)
- Archiwum Filomatów. T. 1, Na zesłaniu (redakcja, 1974)
- O sztuce poetyckiej Mickiewicza: próby zbliżeń i uogólnień (1976)
- Od Oświecenia ku Romantyzmowi i współczesności: (szkice historyczno-literackie) (1978)
- Liryka w pełni romantyczna: szkice o wierszach Słowackiego (1981, ISBN 8306003896)
- Mistrzowie i ich dzieła (1983, ISBN 8370061281)
- Dzieje psalmu "Super Flumina Babylonis" w poezji polskiej XIX wieku: szkic historycznoliteracki (1986)
- Zarysy i szkice literackie (1988, ISBN 8306015479)
- Obserwacje (1993, ISBN 8301111844)
- "W Tobie jest światłość": szkice o liryce religijnej Oświecenia i romantyzmu (1993, ISBN 8322802404)
- Przywołane z pamięci (1996, ISBN 8386837004)